# Chiesa di San Martino Vescovo (Capo di Ponte)
La chiesa di San Martino Vescovo è la parrocchiale di Capo di Ponte, in provincia e diocesi di Brescia; fa parte della zona pastorale della Media Val Camonica.

## Storia
Il più antico edificio dedicato a san Martino di Tours, con annesso ospizio, fu edificato a Capo di Ponte in epoca medievale dai monaci provenienti dall'abbazia di Marmoutier, che, a partire dall'VIII secolo, si occuparono della bonifica della zona. La cappella rimase dipendente dalla pieve di Cemmo fino al 17 novembre 1580, quando fu elevata a sede di parrocchia autonoma.
Una nuova chiesa intitolata a san Martino fu costruita in forme barocche nel corso del XVIII secolo, per volere dell'arciprete Giovanni Francesco Agostani, conservando l'adiacente campanile in pietra eretto nel 1642  e il portico tardo cinquecentesco sul lato sud; inoltre, sul fianco nord fu edificata la cappella del Compianto. La volta della navata fu arricchita con affreschi nella seconda metà del secolo.
La decorazione degli interni fu completata intorno alla metà del XX secolo, contestualmente al restauro dell'aula. Altri interventi furono eseguiti nei due decenni successivi, con la realizzazione della nuova pavimentazione e la risistemazione della facciata e dell'organo; negli anni ottanta si provvide a realizzare l'altare rivolto verso l'assemblea, in ossequio alle norme postconciliari.

## Descrizione

### Esterno
La facciata della chiesa, rivolta a ponente e suddivisa da una cornice marcapiano in due registri, entrambi scanditi da paraste, presenta in quello inferiore il portale timpanato e gli accessi al porticato laterale e alla cappella del Compianto e in quello superiore, coronato dal frontone di forma triangolare, presenta due nicchie e un grande finestrone centrale.
Annesso alla parrocchiale è il campanile in pietra a base quadrata, la cui cella presenta su ogni lato una bifora ed è coperta dal tetto a quattro falde coronato da una croce di ferro.

### Interno
L'interno dell'edificio si compone di un'unica navata, sulla quale si affacciano le cappelle laterali, introdotte da archi a tutto sesto, e le cui pareti sono scandite da lesene sorreggenti la cornice modanata sopra cui si imposta la volta; al termine dell'aula si sviluppa il presbiterio, rialzato di alcuni gradini e chiuso dall'abside.
Qui sono conservate diverse opere di pregio, tra le quali la pala raffigurante San Martino e la Vergine, eseguita nel 1756 da Francesco Monti, la tela ritraente la Vergine col Bambino assieme ai santi Martino, Paolo e Giovanni Battista, attribuita alla scuola del Moretto, l'altare minore di San Vittorino, costruito da Nicolò Barbieri, gli affreschi del soffitto, dipinti dal già citato Monti e da Enrico Albrici, e le quattro tele che rappresentano i Santi Andrea d'Avellino, Luigi Gonzaga, Filippo Neri e la morte di San Giuseppe realizzate da Sante Cattaneo.